# Carlo XIII di Svezia
Carlo XIII/II di Svezia e di Norvegia (Stoccolma, 7 ottobre 1748 – Stoccolma, 5 febbraio 1818), fu re di Svezia, con il nome di Carlo XIII dal 1809 e re di Norvegia, con il nome di Carlo II (anche se fonti del tempo non sono univoche sull'indicazione che sia stato chiamato così dai contemporanei, venendo infatti numerato a volte anche in Norvegia come XIII) dal 1814 fino alla sua morte.

## Biografia

### I primi anni e la personalità
Carlo era il figlio secondogenito di re Adolfo Federico di Svezia e di Luisa Ulrica di Prussia, sorella di re Federico il Grande di Prussia. Poco dopo la sua nascita venne nominato "Grand'ammiraglio" e destinato alla carriera militare nella marina militare svedese. Il rapporto con la madre non fu dei più idilliaci, poiché lei preferiva apertamente i figli minori Sofia Albertina e Federico Adolfo. Carlo fu, comunque, molto vicino a suo fratello Gustavo, in particolare durante i primi anni di vita. Sin dalla gioventù eccelleva particolarmente nella danza e, come il fratello Gustavo, era un amante del teatro a corte.
Carlo venne descritto anche come profondamente dipendente e influenzabile dagli altri, oltre che libertino per le molte relazioni che ebbe.
Egli era inoltre interessato al mondo del soprannaturale, alle società segrete ed al misticismo, divenendo ben presto uno dei migliori clienti della veggente Ulrica Arfvidsson, alla quale chiedeva anche consigli di stampo politico, giungendo poi a favorire anche il medium Henrik Gustaf Ulfvenklou, che eserciterà una grande influenza sul duca.

### Indomabile libertino
Nel 1772 cooperò ai piani rivoluzionari del fratello, re Gustavo III di Svezia, che, per ricompensarlo, lo nominò poi duca di Södermanland. Carlo diventò quindi oggetto dei piani della madre per far accasare degnamente i propri figli. Inizialmente Carlo doveva sposare Filippina di Brandeburgo-Schwedt secondo il volere della madre, ma il governo si rifiutò di negoziare a causa dell'alto costo della dote. Dopo il colpo di Stato che reintrodusse la monarchia assoluta, suo fratello Gustavo III organizzò per Carlo un matrimonio con sua cugina Edvige Elisabetta Carlotta di Holstein-Gottorp. Malgrado l'interesse generale per questo matrimonio, la coppia visse essenzialmente vite separate ed entrambi ebbero relazioni extraconiugali. Carlo era infatti conosciuto per il suo "harem" di amanti, delle quali le più note furono Augusta von Fersen, Charlotte Eckerman, Charlotte Slottsberg (che ebbe molta influenza su di lui) e Mariana Koskull. Senza successo corteggiò anche Magdalena Rudenschöld, che lo rifiutò, venendo poi accusata di cospirazione.

### La scalata al potere
Durante il periodo come duca, Carlo ottenne un gran numero di incarichi di rappresentanza per conto del fratello, che si fidava moltissimo di lui. Nel 1777 prestò servizio come reggente durante la permanenza di Gustavo III in Russia e nel 1780 servì come comandante supremo dell'esercito durante la permanenza del sovrano a Spa, in Belgio. Nel 1785 gli venne offerto il ducato di Curlandia dalla nobiltà del ducato che supportava la causa di Gustavo III, ma per una serie di eventi il piano non si attualizzò.
Allo scoppio della guerra russo-svedese del 1788 si distinse in battaglia come ammiraglio della Marina Reale Svedese, specialmente nella battaglia di Hogland (7 giugno 1788) e in quella di Öland (26 luglio 1789). Alla morte di Gustavo III, Carlo funse nuovamente da reggente di Svezia fino al 1796 per conto del nipote, anche se il vero governante del Paese era il vendicativo Gustaf Adolf Reuterholm, la cui influenza su Carlo era notevole.
Quei quattro anni furono forse i più tristi nella storia della Svezia ("un'età di piombo che segue un'età dell'oro", come si diceva allora), e si possono descrivere brevemente come alternanza di giacobinismo e dispotismo spietato.

### L'ascesa al trono
Con l'avvento al trono dell'assolutista Gustavo IV Adolfo di Svezia nel novembre 1796, Carlo vide decadere la propria reggenza e diminuire la sua influenza politica. Il rapporto tra Carlo e Gustavo IV Adolfo si deteriorò significativamente a partire dal 1803, quando scoppiò il caso Boheman. Il mistico Karl Adolf Boheman (1764–1831) era stato introdotto a corte dal conte Magnus Stenbock nel 1793 ed era riuscito ben presto a guadagnarsi una notevole influenza sul duca Carlo con la sua ammissione alla massoneria nel 1801. Boheman venne in seguito arrestato per il tentativo di circuire il monarca stesso, che lo accusò di intenti rivoluzionari e lo espulse dalla corte. Carlo fu quindi oggetto d'indagini da parte del sovrano e del consiglio di stato, ma venne infine assolto dalle accuse di cospirazione.
Nel 1808, durante la sua permanenza in Finlandia, Gustavo IV Adolfo nominò suo reggente lo zio Carlo, mentre il suo potere tornò a crescere sempre più. Dopo la detronizzazione del nipote Gustavo IV Adolfo, il 13 marzo 1809, Carlo fu nominato reggente di Svezia e successivamente ascese al trono con il nome di Carlo XIII. Essendo il re già anziano e senza eredi, per risolvere definitivamente la pesantissima crisi politica del casato Holstein-Gottorp, che aveva portato all'incruento colpo di Stato con la destituzione di re Gustavo IV Adolfo, la corte svedese decise di nominare principe ereditario del regno, in modo del tutto inusuale nella storia delle investiture al trono, il maresciallo di Francia Jean-Baptiste Bernadotte, che venne inoltre adottato da Carlo XIII, all'unica condizione di abiurare il cattolicesimo e convertirsi al luteranesimo, il quale assunse il nome Carlo Giovanni, dal 21 agosto 1810 proclamato dagli Stati Generali ad Örebro, principe ereditario di Svezia.
Con l'Unione di Svezia e Norvegia nel 1814, Carlo diventò anche re di Norvegia con il nome di Carlo II.
Dopo otto anni il sovrano morì e gli succedette, come previsto, il principe Carlo Giovanni Bernadotte, che assumeva i nomi di re Carlo XIV Giovanni di Svezia e Carlo III Giovanni di Norvegia.

## Massoneria
Fervido massone, Carlo XIII è all'origine del Rito svedese della Massoneria, di cui fu il Gran Maestro a partire dal 30 novembre 1774,  rito che organizzò sulla base di un Capitolo di Alti Gradi fondato da Eckleff a Stoccolma il 2 dicembre 1759 e che modificò in seguito nel 1780 e nel 1800.
Nel 1811 fondò l'Ordine di Carlo XIII, che può essere conferito solo a dei massoni protestanti.

## Matrimonio e figli
Carlo sposò il 7 luglio 1774 a Stoccolma la cugina Edwige Elisabetta Carlotta di Holstein-Gottorp (1759-1818), dalla quale ebbe due figli, i quali morirono entrambi infanti:
- Luisa Edwige (nata e morta nel 1797)
- Carlo Adolfo, duca di Värmland (4 luglio - 10 luglio 1798)

Dall'amante Augusta von Fersen Carlo ebbe un figlio illegittimo:
- Carl Löwenhielm (1772–1861)

Carlo adottò, inoltre, due figli:
- Carlo Augusto, principe ereditario di Svezia, già duca Cristiano Augusto di Schleswig-Holstein-Sonderburg-Augustenburg (1768-1810)
- Carlo Giovanni Bernadotte, già Jean-Baptiste Jules, poi sovrano con i nomi di Carlo XIV Giovanni di Svezia e Carlo III Giovanni di Norvegia

## Ascendenza
|                                       |                       |                                   | Genitori                                               |  |  | Nonni |  |  | Bisnonni                              |  |  | Trisnonni                        |  |
|                                       |                       |                                   |                                                        |  |  |       |  |  | Cristiano Alberto di Holstein-Gottorp |  |  | Federico III di Holstein-Gottorp |  |
|                                       |                       |                                   |                                                        |  |  |       |  |  | Cristiano Alberto di Holstein-Gottorp |  |  | Federico III di Holstein-Gottorp |  |
|                                       |                       | Maria Elisabetta di Sassonia      |                                                        |  |  |       |  |  | Cristiano Alberto di Holstein-Gottorp |  |  |                                  |  |
| Cristiano Augusto di Holstein-Gottorp |                       |                                   |                                                        |  |  |       |  |  | Cristiano Alberto di Holstein-Gottorp |  |  |                                  |  |
|                                       |                       | Federica Amalia di Danimarca      | Federico III di Danimarca                              |  |  |       |  |  |                                       |  |  |                                  |  |
|                                       |                       | Federica Amalia di Danimarca      | Federico III di Danimarca                              |  |  |       |  |  |                                       |  |  |                                  |  |
|                                       |                       | Federica Amalia di Danimarca      | Sofia Amelia di Brunswick e Lüneburg                   |  |  |       |  |  |                                       |  |  |                                  |  |
| Adolfo Federico di Svezia             |                       | Federica Amalia di Danimarca      |                                                        |  |  |       |  |  |                                       |  |  |                                  |  |
|                                       |                       | Federico VII di Baden-Durlach     | Federico VI di Baden-Durlach                           |  |  |       |  |  |                                       |  |  |                                  |  |
|                                       |                       | Federico VII di Baden-Durlach     | Federico VI di Baden-Durlach                           |  |  |       |  |  |                                       |  |  |                                  |  |
|                                       |                       | Federico VII di Baden-Durlach     | Cristina Maddalena del Palatinato-Zweibrücken-Kleeburg |  |  |       |  |  |                                       |  |  |                                  |  |
| Albertina Federica di Baden-Durlach   |                       | Federico VII di Baden-Durlach     |                                                        |  |  |       |  |  |                                       |  |  |                                  |  |
|                                       |                       | Augusta Maria di Holstein-Gottorp | Federico III di Holstein-Gottorp                       |  |  |       |  |  |                                       |  |  |                                  |  |
|                                       |                       | Augusta Maria di Holstein-Gottorp | Federico III di Holstein-Gottorp                       |  |  |       |  |  |                                       |  |  |                                  |  |
|                                       |                       | Augusta Maria di Holstein-Gottorp | Maria Elisabetta di Sassonia                           |  |  |       |  |  |                                       |  |  |                                  |  |
| Carlo XIII di Svezia                  |                       | Augusta Maria di Holstein-Gottorp |                                                        |  |  |       |  |  |                                       |  |  |                                  |  |
|                                       | Federico I di Prussia | Federico Guglielmo di Brandeburgo |                                                        |  |  |       |  |  |                                       |  |  |                                  |  |
|                                       | Federico I di Prussia | Federico Guglielmo di Brandeburgo |                                                        |  |  |       |  |  |                                       |  |  |                                  |  |
|                                       | Federico I di Prussia | Luisa Enrichetta d'Orange         |                                                        |  |  |       |  |  |                                       |  |  |                                  |  |
| Federico Guglielmo I di Prussia       | Federico I di Prussia |                                   |                                                        |  |  |       |  |  |                                       |  |  |                                  |  |
|                                       |                       | Sofia Carlotta di Hannover        | Ernesto Augusto di Brunswick-Lüneburg                  |  |  |       |  |  |                                       |  |  |                                  |  |
|                                       |                       | Sofia Carlotta di Hannover        | Ernesto Augusto di Brunswick-Lüneburg                  |  |  |       |  |  |                                       |  |  |                                  |  |
|                                       |                       | Sofia Carlotta di Hannover        | Sofia del Palatinato                                   |  |  |       |  |  |                                       |  |  |                                  |  |
| Luisa Ulrica di Prussia               |                       | Sofia Carlotta di Hannover        |                                                        |  |  |       |  |  |                                       |  |  |                                  |  |
|                                       |                       | Giorgio I d'Inghilterra           | Ernesto Augusto di Brunswick-Lüneburg                  |  |  |       |  |  |                                       |  |  |                                  |  |
|                                       |                       | Giorgio I d'Inghilterra           | Ernesto Augusto di Brunswick-Lüneburg                  |  |  |       |  |  |                                       |  |  |                                  |  |
|                                       |                       | Giorgio I d'Inghilterra           | Sofia del Palatinato                                   |  |  |       |  |  |                                       |  |  |                                  |  |
| Sofia Dorotea di Hannover             |                       | Giorgio I d'Inghilterra           |                                                        |  |  |       |  |  |                                       |  |  |                                  |  |
|                                       |                       | Sofia Dorotea di Celle            | Giorgio Guglielmo di Brunswick-Lüneburg                |  |  |       |  |  |                                       |  |  |                                  |  |
|                                       |                       | Sofia Dorotea di Celle            | Giorgio Guglielmo di Brunswick-Lüneburg                |  |  |       |  |  |                                       |  |  |                                  |  |
|                                       |                       | Sofia Dorotea di Celle            | Éléonore d'Esmier d'Olbreuse                           |  |  |       |  |  |                                       |  |  |                                  |  |
|                                       |                       | Sofia Dorotea di Celle            |                                                        |  |  |       |  |  |                                       |  |  |                                  |  |